# Voluntários da Fé
Os Voluntários da Fé (em árabe: الغزاة المجاهدين; romaniz.: al-ghuzāt al-mujāhidīn, literalmente 'guerreiros da jiade') era uma instituição militar do Reino Nacérida de Granada, composta por soldados recrutados de zenetas berberes que foram exilados do Império Merínida do Magrebe Ocidental (atual Marrocos), para defender o reino contra os reinos cristãos da Península Ibérica.
Muitos deles se voluntariaram porque viam a defesa dos muçulmanos como seu dever religioso. Embora os voluntários norte-africanos apareçam na Península Ibérica já no século XI sob o termo guzate, o recrutamento foi expandido durante os últimos anos de Maomé I (r. 1238–1273), e foram institucionalizados e expandidos por seu filho Maomé II (r. 1273–1302). Com o tempo, os voluntários eclipsaram as tropas indígenas de Granada e se tornaram sua principal força militar, chegando a 10 000 no final do governo de Maomé II. Seu líder, o xeique alguzate, ocupava uma posição influente na política do reino, assim como comandantes regionais dos guzates nomeados nas principais cidades como Guadix, Ronda e Málaga.[a]

## História e função

Magrebe Ocidental e Península Ibérica em 1360

Os Voluntários nacéridas têm sua origem na relação complexa entre o Reino Nacérida e o Império Merínida que governou o Norte da África de Fez: muitos estavam insatisfeitos ou eram facções rebeldes merínidas, muitas vezes lideradas por um membro dissidente da dinastia reinante, que buscou refúgio em Granada após sua derrota. Embora a estrutura do exército nacérida ainda não esteja clara, é provável que cada grupo de Voluntários mantivesse sua identidade e liderança separada, continuando a servir sob o mesmo príncipe e sua família que os trouxe do Norte da África. A sede principal dos Voluntários estava localizada em Fuengirola.
Para os sultões merínidas, esta foi uma válvula de escape útil, livrando-os de elementos potencialmente problemáticos e rivais pelo trono, mas também permitindo que o regime merínida continuasse a se retratar como um defensor dos muçulmanos do Alandalus e continuador das tradições da jiade de seus predecessores almóada e almorávida. Para os próprios voluntários, e especialmente seus líderes, o serviço nacérida representou um refúgio seguro, especialmente dada a disposição dos sultões de lhes conceder uma autonomia considerável e uma chance de reunir forças e fazer contatos para renovar suas tentativas de derrubar o sultão em Fez. Finalmente, os sultões nacéridas se beneficiaram consideravelmente da infusão de força militar, mas também usaram a presença das facções merínidas rivais e a ameaça de permitir que retornassem ao norte da África para exercer pressão sobre os sultões em Fez.
Como os Voluntários rapidamente se tornaram grandes corretores de poder no Reino Nacérida, o xeique alguzate frequentemente se tornava um fazedor de reis. Como resultado, Maomé V (r. 1354-1359, 1362-1391) suprimiu o cargo durante seu segundo reinado, em algum momento entre 1369 e 1374. A partir desse ponto, os Voluntários estavam sob o comando direto do sultão, e perderam sua autonomia anterior e poder político.

## Etimologia
O nome árabe al-ghuzat al-mujahidin significa "guerreiros da jiade". O nome "Voluntários da Fé" origina-se da frase usada na tradução francesa do século XIX do Barão de Slane do Kitāb al-ʿibar de ibne Caldune que discute este grupo militar. A frase é usada por historiadores até os tempos modernos.